# Josef Schmidt (Funktionär)
Josef „Sepp“ Schmidt (* 19. Februar 1913 in Orczyfálva (deutsch Orzydorf) Königreich Ungarn, Österreich-Ungarn; † 19. Februar 1993 in Moosburg an der Isar) war von 1940 bis 1944 schulamtlicher Funktionär im Rahmen der nationalsozialistischen „Volksgruppenführungen“ der Rumäniendeutschen, Ungarndeutschen und Kroatiendeutschen sowie von 1978 bis 1986 Bundesvorsitzender der Landsmannschaft der Banater Schwaben.

## Leben
Josef Schmidt war Sohn des Direktorlehrers und Kantors Philipp Schmidt und dessen zweiter Ehefrau Margaretha (geborene Korek). Der Vater war bäuerlicher Abkunft und stammte aus dem nahe gelegenen Ort Sándorháza (deutsch Alexanderhausen), die Mutter aus der Gemeinde Várboksán (deutsch Rumänisch-Bogschan). Nach dem frühen Tod des Vaters 1921 und durch die Kriegsumständen geschuldete Verarmung der mütterlichen Seite geriet die Familie in finanzielle Not. Der Versuch, in die Vereinigten Staaten auszuwandern scheiterte, wonach die Mutter als Erzieherin tätig wurde. Schmidt besuchte zuerst in seinem Heimatdorf den ungarischen Kindergarten und die Volksschule, kam darauf in Várboksán in eine deutschsprachige Einklassenschule und vorübergehend in die dortige rumänische Volksschule, danach in die deutschsprachige Schule von Sándorháza, das nach dem Vertrag von Trianon nun im Königreich Rumänien lag und den Namen Șandra trug. Ab 1924 besuchte Schmidt das Realgymnasium in der Stadt Timișoara und das angeschlossene Internat der Lehrerbildungsanstalt. 1928 trat er in der Stadt der Wandervogel-Bewegung bei und wurde 1931/32 Führer der Gruppe, zudem beteiligte er sich an Fahrten des dortigen Singkreises. In deutsch-nationalen Kreisen war er gut vernetzt. 1932 schloss er in der Stadt seine Ausbildung zum Lehrer ab. Als Schulbester erhielt er ein Angebot für ein weiterführendes Studium in Münster, was er jedoch ausschlug; stattdessen arbeitete er als Lehrer in Remetea Mică, wo der Tenor auch Leiter des Männerchores war. 1936 heiratete er Käthe Hügel, die aus einer Bauernfamilie aus Lovrin stammte.
1940 trat er 27-jährig als Geschäftsführer in das Gauschulamt Banat in Timișoara ein und 1942 in gleicher Eigenschaft in das Schulamt der Deutschen Volksgruppe in Rumänien mit Sitz in Brașov. Die angeschlossenen 11 Kreisdienststellen für rund 600 Schulen mit etwa 1600 Lehrern und 60.000 deutschsprachigen Schulkindern unterstanden seit April 1942 der „Volksgruppenführung“. Von 1941 bis 1944 war er Leiter des Landesschulamtes der Deutschen Volksgruppe in Ungarn. 1942/1943 leitete er das NS-Erziehungsheim der Deutschen Bürgerschule im serbischen Novi Sad. Am 28. April 1943 wurde Schmidt von dem ungarndeutschen „Volksgruppenführer“ Franz Anton Basch das Ehrenabzeichen verliehen. Am 13. November 1943 rückte er in die Waffen-SS ein. Im Sommer 1944 wurde Schmidt an das Schulamt der Deutschen Volksgruppe in Kroatien abgestellt. Von dort gelangte er nach Wien, wo er Schulbeauftragter des Volksbunds für das Deutschtum im Ausland (VDA) unter der Volksdeutschen Mittelstelle wurde. Seine Angehörigen flüchteten im Herbst 1944 im Rahmen der Evakuierung der Deutschen Volksgruppe aus dem Banat vor der heranrückenden Roten Armee. Hier organisierte er auf Befehl des stellvertretenden „Volksgruppenführers“ der Rumäniendeutschen Andreas Rührig die Zusammenfassung der Evakuierten in der Leitstelle Großkikinda. Nach dem Zweiten Weltkrieg gelangte er mit seiner Familie nach Bayern, wo er ab Dezember 1945 als Lehrer bzw. Schulleiter in Buchberg tätig war. Auch hier war er Leiter des Männerchors.
Schmidt gehörte seit 1948 der Landsmannschaft der Banater Schwaben an. Von 1966 bis 1974 war er zunächst Landesvorsitzender der bayerischen Sektion, danach von 1978 bis 1986 Bundesvorsitzender, sein Nachfolger wurde Jakob Laub. Er gehörte dem Vorstand der Arbeitsgemeinschaft Donauschwäbischer Lehrer (ADL) seit ihrer Gründung an und war in der Schriftleitung der Vierteljahresschrift Donauschwäbische Forschungs- und Lehrerblätter tätig, wie auch in der Redaktion der Zeitschrift globus und der Banater Post. Er war Mitglied des Beirates der Landespatenschaft Baden-Württemberg über die Donauschwaben. Er war in verschiedenen Funktionen im Bund der Vertriebenen Bayern tätig, darunter zeitweise als dessen Vorsitzender. Er gehörte dem Kuratorium bzw. Präsidium des Hauses des Deutschen Ostens in München an.

## Werke (Auswahl)
- Ein kaiserliches „Angesinnen“, die Ansiedlung des Banats betreffend. In: Deutschungarische Heimatblätter, Jahrgang 1, Budapest 1929, S. 211–214.
- Wiederverdeutschung des staatlichen Schulwesens. In: Der Deutsche Lehrer. Zeitschrift der Deutschen Erzieherschaft in Rumänien. I, Heft 8–10, Oktober–Dezember 1941, S. 288–304.
- Die deutschen Erzieher aus der Schwäbischen Türkei tagen. In: Deutsche Zeitung, Budapest vom 6. Mai 1942, S. 3.
- Die deutsche Erziehung im Dienste der Heimat. Mit Wilhelm Zimmermann, Landeswalter der Deutschen Erzieherschaft. In: Deutsche Zeitung, Budapest vom 30. Mai 1942, S. 3.
- Unsere Volksgruppe braucht deutsche Lehrer. In: Deutsche Zeitung, Budapest vom 10. Mai 1942, S. 5.
- Die Donauschwaben in Frankreich und Übersee. In: Josef Schmidt, Johann Weidlein: Die Donauschwaben 1944–1964. Beiträge zur Zeitgeschichte. München 1968, S. 129–133.
- Donauschwäbische Lesebogen für Schule und Haus. München 1958.
- Donauschwaben – Rumänen – Südslawen. Mit Anton Tafferner, Josef Volkmar Senz. In: Donauschwäbische Beiträge, Heft 41, Freilassing 1960.
- Vor 20 Jahren starb Nikolaus Hans Hockl. In: Banater Post vom 15. Februar 1967; Donauschwäbische Lehrerblätter, 1967, Heft 2.
- Die Donauschwaben 1944–1964. Beiträge zur Zeitgeschichte. Schriftenreihe der Arbeitsgemeinschaft Donauschwäbischer Lehrer Band 4, mit Johann Weidlein, München 1968.
- Ödenburger Heimatstube in Bad Wimpfen. In: Südostdeutsche Vierteljahresblätter 4, München 1974, S. 278f.
- Die Banater Kirchenbücher. Eine Bestandsaufnahme der verfilmten Banater Kirchenbücher in der Bibliothek des Instituts für Auslandsbeziehungen. Stuttgart 1979.
- Alphabetische Gemeindeverzeichnisse der Banater Schwaben auf Grund der Volkszählung des Königreiches Großrumänien. München 1980.
- Kleiner Banater Lesebogen in Wort, Bild und Zahl. Mit Heinrich Lauer, München 1982.
- An Donau und Theiß. Banater Lesebuch. Mit Horst Fassel, München 1986.[8]